# Makepeace Island
Makepeace Island är en ö i Australien. Den ligger i delstaten Queensland, omkring 120 kilometer norr om delstatshuvudstaden Brisbane.
I omgivningarna runt Makepeace Island växer i huvudsak städsegrön lövskog. Runt Makepeace Island är det ganska tätbefolkat, med 144 invånare per kvadratkilometer. Genomsnittlig årsnederbörd är 1 898 millimeter. Den regnigaste månaden är januari, med i genomsnitt 360 mm nederbörd, och den torraste är september, med 41 mm nederbörd.